# Jessica Keenan Wynn
Jessica Keenan Wynn, all'anagrafe Jessica Keenan Armstrong (Los Angeles, 12 giugno 1986) è un'attrice statunitense.

## Biografia
Jessica Keenan Wynn è nata a Los Angeles in una famiglia dalla lunga tradizione recitativa: suo nonno è Keenan Wynn, il suo bisnonno è Ed Wynn e il suo trisavolo Frank Keenan. A pochi mesi d'età fece la sua prima apparizione televisiva in Cuori senza età, ma successivamente abbandonò il mondo dello spettacolo fino alla fine degli studi. Nel 2009 fece il suo debutto teatrale a Los Angeles nel musical Life Could Be a Dream, mentre l'anno successivo si unì alla tournée statunitense del musical Les Misérables, in cui era la sostituta per il ruolo principale di Fantine, che canta la celebre "I Dreamed a Dream".
Nel 2014 fece il suo esordio sulle scene newyorchesi in Heathers: The Musical in cartellone nell'Off Broadway e sempre nello stesso anno tornò a recitare in televisione nella serie The Knick. Nel 2015 debuttò a Broadway nel musical Beautiful: The Carole King Musical, in cui interpretava Cynthia Weil, un ruolo che sarebbe tornata ad interpretare regolarmente a Broadway fino al 2019. Parallelamente all'attività teatrale, Keenan Armstrong ha continuano a recitare in televisione nelle serie Forever, The Mysteries of Laura e Billions, mentre nel 2018 ha esordito sul grande schermo con Mamma Mia! Ci risiamo, in cui ha interpretato il personaggio di Christine Baranski da giovane.

## Filmografia

### Cinema
- Mamma Mia! Ci risiamo (Mamma Mia! Here We Go Again), regia di Ol Parker (2018)
- Clifford - Il grande cane rosso (Clifford the Big Red Dog), regia di Walt Becker (2021)

### Televisione
- Cuori senza età (The Golden Girls) – serie TV, episodio 2x16 (1987)
- The Knick – serie TV, episodio 1x03 (2014)
- Forever – serie TV, episodio 1x15 (2015)
- The Mysteries of Laura – serie TV, episodio 2x09 (2016)
- Billions – serie TV, episodio 1x03 (2016)

## Teatro
- Life Could Be a Dream, colonna sonora di autori vari, libretto e regia di Roger Bean. Hudson Theatre di Los Angeles (2009)
- Les Misérables, libretto e testi di Alain Boublil e Herbert Kretzmer, colonna sonora di Claude-Michel Schönberg, regia di Laurence Connor. Tour britannico (2012)
- Heathers: The Musical, colonna sonora e libretto di Laurence O'Keefe e Kevin Murphy, regia di Andy Fickman. New World Stage dell'Off-Broadway (2014)
- Beautiful: The Carole King Musical, colonna sonora di Carole King, libretto di Douglas McGrath, regia di Marc Bruni. Stephen Sondheim Theatre di Broadway (2015-2019)

## Doppiatrici italiane
- Benedetta Degli Innocenti in Mamma Mia! Ci risiamo
- Isabella Benassi in Clifford - Il grande cane rosso